# Полетаев, Михаил Анатольевич
Михаи́л Анато́льевич Полета́ев (род. 13 мая 1959, Орехово-Зуево, СССР) — советский и российский живописец, художественный руководитель Студии военных художников имени М. Б. Грекова с 2020 года. Народный художник Российской Федерации (2022), академик Российской академии художеств (2021), член Союза художников России.

## Биография
Родился в 1959 году в городе Орехово-Зуево Московской области. В 1982 году окончил Московское художественно-промышленное училище имени М. И. Калинина. В 1988 году окончил Московскую государственную художественно-промышленную академию имени С. Г. Строганова, отделение монументально-декоративной живописи (мастерская О. П. Филатчева). Стажировался в Творческих мастерских Российской академии художеств (руководители — А. П. Ткачёв, С. П. Ткачёв)
С 2018 года работает года в Студии военных художников имени М. Б. Грекова
С 2020 года Художественный руководитель Студии военных художников имени М. Б. Грекова.
Старший преподаватель на кафедре монументальной живописи в мастерской О. П. Филатчева (1993—1995).
Преподавал живопись в Московском художественно-промышленном училище имени М. И. Калинина. (2001—2011)
Доцент кафедры рисунка Московского государственного художественного института имени В. И. Сурикова (2011—2015).
Член Союза художников России (1995).
Член-корреспондент Российской академии художеств (2011).
Действительный член Российской академии художеств (2021).
Работает в монументальной и станковой живописи, в жанрах сюжетной картины, портрета, пейзажа, натюрморта.

## Основные произведения
Работа в области монументального искусства: иконостас и внутреннее убранство Кафедрального собора «Воскресения Господа нашего Иисуса Христа» (г. Южно-Сахалинск, 1994—1995 гг.), роспись храма «Успения Пресвятой Богородицы» (село Богослово Московской области, 1996—1997 гг.), участие в росписи Храма Христа Спасителя (центральное пространство, 1998—1999 гг.), роспись храма в честь иконы Божьей матери «Успения Пресвятой Богородицы» (Патриаршее подворье, 1998—2001 гг.), участие в создании диорам мемориального комплекса Ататюрка в Анкаре (Турция, 2002 г.), участие в росписи храма «Воскресения Христова» на территории НИИ им. Н. В. Склифосовского (2005 г.), картоны для алтаря собора «Рождества Пресвятой Богородицы» (г. Орехово-Зуево, 2005—2006 гг.), участие в росписи храма «Покрова Пресвятой Богородицы» (с. Пехра-Покровское, 2006 г.), роспись храма «Живоначальной Троицы» (деревня Калчуга Моск. обл., 2007—2011 гг.), роспись кафедрального собора в честь иконы «Божьей Матери Иерусалимская» (г. Воскресенск, Московская область, 2012—2014 гг.), участие в росписи храма «Святого Великомученика и Целителя Пантелеимона» в монастыре Старый Русик на Святой горе Афон (2015—2016 гг.) 2018—2020 гг. работал над росписью и картонами мозаик Главного храма Вооруженных Сил Воскресения Христова в парке «Патриот».
Произведения находятся в частных коллекциях России, Голландии, Германии, США, Японии, Австралии, Англии, Австрии, Франции, Китае.

## Награды
- Орден Дружбы (16 июля 2012 года) — за большие заслуги в развитии отечественной культуры и изобразительного искусства, многолетнюю творческую деятельность[1].
- Народный художник Российской Федерации (18 мая 2022 года) — за большие заслуги в области изобразительного искусства[2].
- Заслуженный художник Российской Федерации (15 мая 2001 года) — за заслуги в области искусства[3].
- Член Союза Художников России.
- Член — корреспондент Российской академии художеств.
- Медаль «В память освящения Храма Христа Спасителя».
- Награждён орденом «Преподобного Сергия Радонежского» III степени.
- Награждён медалью Шувалова, Российской Академии Художеств.
- Золотая медаль Союза Художников России «Духовность. Традиции. Мастерство».
- Медаль «1000-летие русского монашества на святой горе Афон».
- Золотая медаль им. А. А. Иванова «За выдающийся вклад в изобразительное искусство».
- Медаль «Художник Греков»